# Asteropontoides elephantinus
Asteropontoides elephantinus is een eenoogkreeftjessoort uit de familie van de Asterocheridae. De wetenschappelijke naam van de soort is voor het eerst geldig gepubliceerd in 1998 door Johnsson.